# گرین‌ویل، ویکتوریا
گرین‌ویل (به انگلیسی: Greenvale) یک منطقهٔ مسکونی در استرالیا است که در ویکتوریا (استرالیا) واقع شده‌است.